# Choroba tangierska

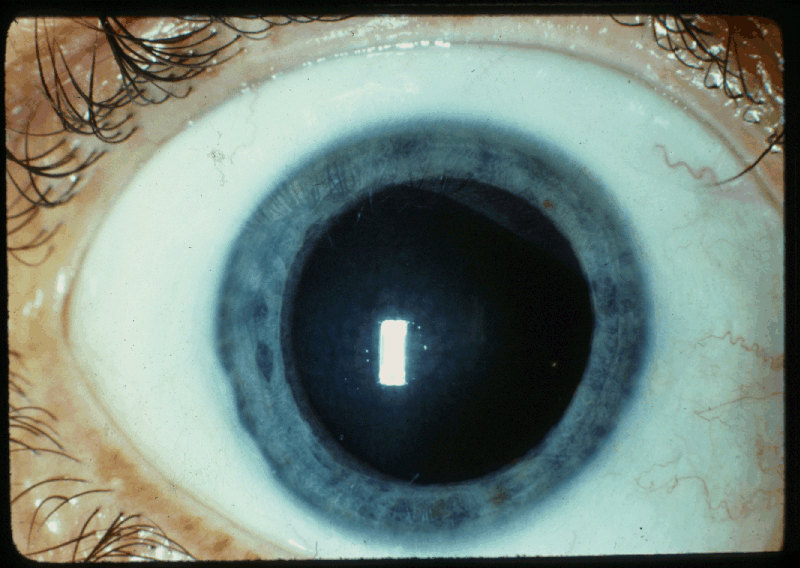
Zmętnienie prawej rogówki u młodej pacjentki z chorobą tangierską

Choroba tangierska (choroba wyspy Tangier, rodzinny niedobór HDL) – choroba genetyczna, dziedziczona autosomalnie recesywnie. Charakteryzuje się znacznym obniżeniem poziomu HDL we krwi. Jest spowodowana mutacją w położonym na chromosomie 9 genie ABCA1 (ATP-binding cassette-1), kodującym białko transportujące cholesterol i fosfolipidy z komórki. Została pierwotnie odkryta na wyspie Tangier w pobliżu wybrzeży Wirginii.

## Objawy
- łagodna hipertrójglicerydemia
- neuropatia
- hepatomegalia
- splenomegalia
- powiększenie węzłów chłonnych
- pomarańczowe zabarwienie migdałków
- zmętnienie rogówki
- żółtaki
- przedwczesny rozwój miażdżycy